# Oncocnemis melantho
Oncocnemis melantho là một loài bướm đêm trong họ Noctuidae.